# 9e étape du Tour de France 2014
Pour un article plus général, voir Tour de France 2014.
La 9e étape du Tour de France 2014 s'est déroulée le dimanche 13 juillet 2014 entre Gérardmer et Mulhouse.
Elle est remportée par le coureur allemand Tony Martin (Omega Pharma-Quick Step), échappé seul pendant près de soixante kilomètres. Il s'empare du maillot à pois grâce à cette échappée. Le Français Tony Gallopin (Lotto-Belisol), membre d'un groupe intercalé entre Tony Martin et le peloton, ravit à Vincenzo Nibali le maillot jaune.

## Déroulement de la course

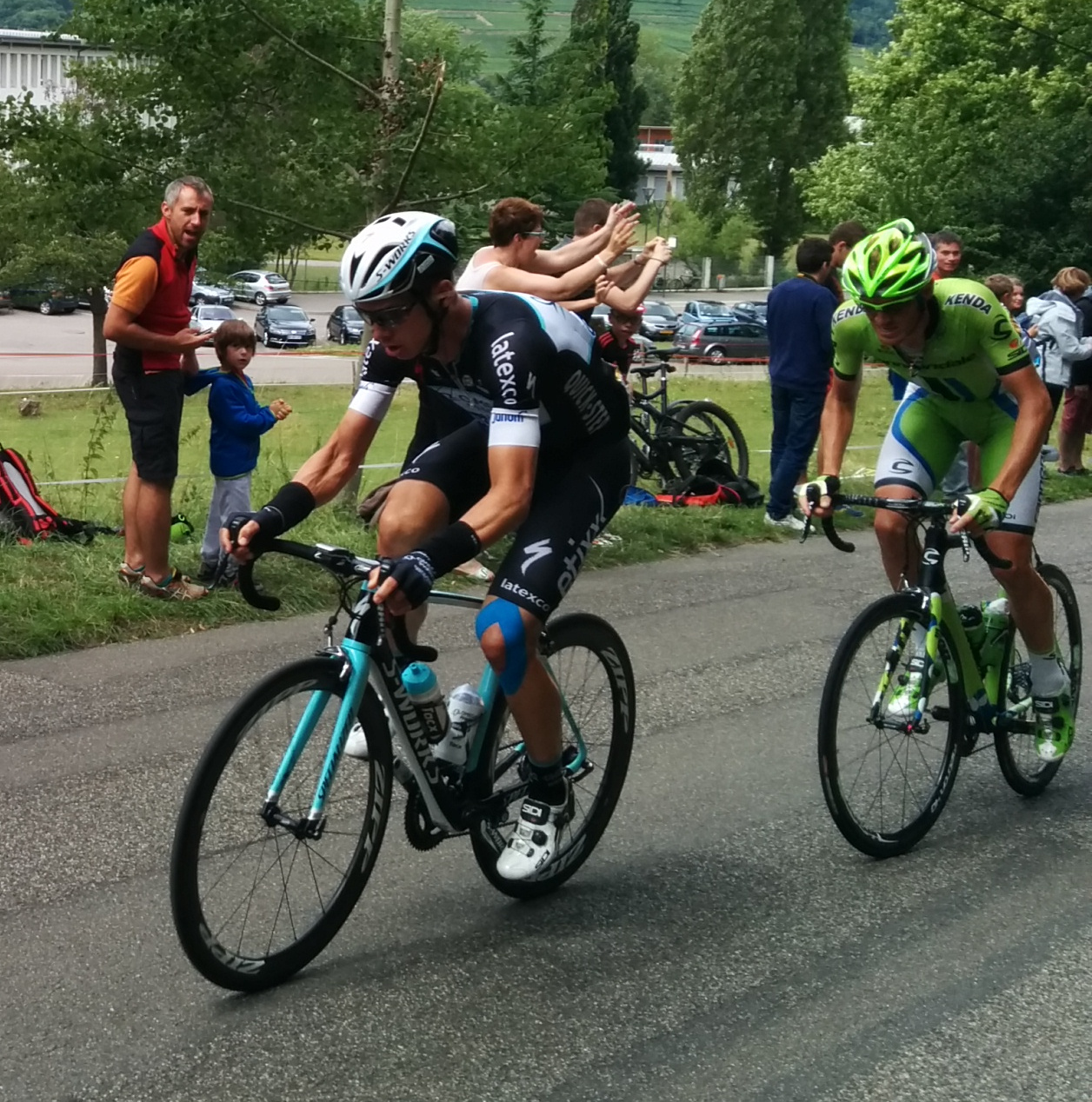
Tony Martin et Alessandro De Marchi dans la côte des Cinq Châteaux

Un duo composé de Tony Martin (Omega Pharma-Quick Step) et Alessandro De Marchi (Cannondale), s'échappe dans la descente du col de la Schlucht. Martin laisse De Marchi passer en premier au col du Wettstein et aux côtes des Cinq Châteaux et de Gueberschwihr.
Derrière eux, un groupe de 28 coureurs intercalés se forme après le col du Wettstein. Il comprend notamment cinq coureurs de l'équipe française Europcar, dont leur leader Pierre Rolland. Au moment d'aborder la cinquième difficulté du jour, le Markstein, Martin et De Marchi ont deux minutes d'avance sur ce groupe et six minutes et demi d'avance sur le peloton. Dans cette ascension, à 59 km de l'arrivée, Martin part seul et n'est plus rejoint. Il passe le Grand Ballon et arrive à Mulhouse avec deux minutes et 45 secondes d'avance sur un groupe de 21 coureurs. Le peloton arrive avec près de huit minutes de retard.
Tony Martin obtient sa troisième victoire d'étape sur le Tour de France, après les contre-la-montre gagnés en 2011 et 2013. Il offre à Omega Pharma-Quick Step son deuxième succès sur ce Tour, Matteo Trentin s'étant imposé deux jours plus tôt à Nancy. Il s'empare du maillot à pois, devançant Blel Kadri d'un point. Il se voit en outre attribuer le prix de la combativité.
Membre du groupe arrivé après Tony Martin, Tony Gallopin (Lotto-Belisol) s'empare du maillot jaune. Il compte une minute et 34 secondes d'avance sur Vincenzo Nibali. L'échappée permet également à Rolland de passer de la 22e à la huitième place du classement général,.

## Résultats

### Classement de l'étape
| Classement de la 9e étape | Classement de la 9e étape | Classement de la 9e étape | Classement de la 9e étape    | Classement de la 9e étape |
|                           | Coureur                   | Pays                      | Équipe                       | Temps                     |
| ------------------------- | ------------------------- | ------------------------- | ---------------------------- | ------------------------- |
| 1er                       | Tony Martin               | Allemagne                 | Omega Pharma-Quick Step      | en 4 h 9 min 34 s         |
| 2e                        | Fabian Cancellara         | Suisse                    | Trek Factory Racing          | + 2 min 45 s              |
| 3e                        | Greg Van Avermaet         | Belgique                  | BMC Racing                   | + 2 min 45 s              |
| 4e                        | Tom Dumoulin              | Pays-Bas                  | Giant-Shimano                | + 2 min 45 s              |
| 5e                        | Matteo Montaguti          | Italie                    | AG2R La Mondiale             | + 2 min 45 s              |
| 6e                        | José Joaquín Rojas        | Espagne                   | Movistar                     | + 2 min 45 s              |
| 7e                        | Steven Kruijswijk         | Pays-Bas                  | Belkin                       | + 2 min 45 s              |
| 8e                        | Mikaël Cherel             | France                    | AG2R La Mondiale             | + 2 min 45 s              |
| 9e                        | Brice Feillu              | France                    | Bretagne-Séché Environnement | + 2 min 45 s              |
| 10e                       | Tiago Machado             | Portugal                  | NetApp-Endura                | + 2 min 45 s              |
| modifier                  |                           |                           |                              |                           |

### Points attribués
| Sprint intermédiaire Linthal (km 105) | Sprint intermédiaire Linthal (km 105) | Sprint intermédiaire Linthal (km 105) | Sprint intermédiaire Linthal (km 105) | Sprint intermédiaire Linthal (km 105) |
| ------------------------------------- | ------------------------------------- | ------------------------------------- | ------------------------------------- | ------------------------------------- |
|                                       | Coureur                               | Pays                                  | Équipe                                | Point(s)                              |
| 1er                                   | Tony Martin                           | Allemagne                             | Omega Pharma-Quick Step               | 20                                    |
| 2e                                    | Alessandro De Marchi                  | Italie                                | Cannondale                            | 17                                    |
| 3e                                    | Alexandre Pichot                      | France                                | Europcar                              | 15                                    |
| 4e                                    | Perrig Quéméneur                      | France                                | Europcar                              | 13                                    |
| 5e                                    | Matteo Montaguti                      | Italie                                | AG2R La Mondiale                      | 11                                    |
| 6e                                    | Mikaël Cherel                         | France                                | AG2R La Mondiale                      | 10                                    |
| 7e                                    | Pierre Rolland                        | France                                | Europcar                              | 9                                     |
| 8e                                    | Cyril Gautier                         | France                                | Europcar                              | 8                                     |
| 9e                                    | Nicolas Edet                          | France                                | Cofidis                               | 7                                     |
| 10e                                   | Tom Dumoulin                          | Pays-Bas                              | Giant-Shimano                         | 6                                     |
| 11e                                   | Greg Van Avermaet                     | Belgique                              | BMC Racing                            | 5                                     |
| 12e                                   | Christian Meier                       | Canada                                | Orica-GreenEDGE                       | 4                                     |
| 13e                                   | Daniel Navarro                        | Espagne                               | Cofidis                               | 3                                     |
| 14e                                   | Kristjan Koren                        | Slovénie                              | Cannondale                            | 2                                     |
| 15e                                   | Tony Gallopin                         | France                                | Lotto-Belisol                         | 1                                     |
| modifier                              |                                       |                                       |                                       |                                       |

| Classement de l'étape | Classement de l'étape | Classement de l'étape | Classement de l'étape        | Classement de l'étape |
| --------------------- | --------------------- | --------------------- | ---------------------------- | --------------------- |
|                       | Coureur               | Pays                  | Équipe                       | Point(s)              |
| 1er                   | Tony Martin           | Allemagne             | Omega Pharma-Quick Step      | 30                    |
| 2e                    | Fabian Cancellara     | Suisse                | Trek Factory Racing          | 25                    |
| 3e                    | Greg Van Avermaet     | Belgique              | BMC Racing                   | 22                    |
| 4e                    | Tom Dumoulin          | Pays-Bas              | Giant-Shimano                | 19                    |
| 5e                    | Matteo Montaguti      | Italie                | AG2R La Mondiale             | 17                    |
| 6e                    | José Joaquín Rojas    | Espagne               | Movistar                     | 15                    |
| 7e                    | Steven Kruijswijk     | Pays-Bas              | Belkin                       | 13                    |
| 8e                    | Mikaël Cherel         | France                | AG2R La Mondiale             | 11                    |
| 9e                    | Brice Feillu          | France                | Bretagne-Séché Environnement | 9                     |
| 10e                   | Tiago Machado         | Portugal              | NetApp-Endura                | 7                     |
| 11e                   | Alessandro De Marchi  | Italie                | Cannondale                   | 6                     |
| 12e                   | Daniel Navarro        | Espagne               | Cofidis                      | 5                     |
| 13e                   | Rafael Valls          | Espagne               | Lampre-Merida                | 4                     |
| 14e                   | Cyril Gautier         | France                | Europcar                     | 3                     |
| 15e                   | Sérgio Paulinho       | Portugal              | Tinkoff-Saxo                 | 2                     |
| modifier              |                       |                       |                              |                       |

### Cols et côtes
| Col de la Schlucht (km 11,5) 2e catégorie | Col de la Schlucht (km 11,5) 2e catégorie | Col de la Schlucht (km 11,5) 2e catégorie | Col de la Schlucht (km 11,5) 2e catégorie | Col de la Schlucht (km 11,5) 2e catégorie |
| ----------------------------------------- | ----------------------------------------- | ----------------------------------------- | ----------------------------------------- | ----------------------------------------- |
|                                           | Coureur                                   | Pays                                      | Équipe                                    | Point(s)                                  |
| 1er                                       | Thomas Voeckler                           | France                                    | Europcar                                  | 5                                         |
| 2e                                        | Nicolas Edet                              | France                                    | Cofidis                                   | 3                                         |
| 3e                                        | Joaquim Rodríguez                         | Espagne                                   | Katusha                                   | 2                                         |
| 4e                                        | Tom Dumoulin                              | Pays-Bas                                  | Giant-Shimano                             | 1                                         |
| modifier                                  |                                           |                                           |                                           |                                           |

| Col du Wettstein (km 41,0) 3e catégorie | Col du Wettstein (km 41,0) 3e catégorie | Col du Wettstein (km 41,0) 3e catégorie | Col du Wettstein (km 41,0) 3e catégorie | Col du Wettstein (km 41,0) 3e catégorie |
| --------------------------------------- | --------------------------------------- | --------------------------------------- | --------------------------------------- | --------------------------------------- |
|                                         | Coureur                                 | Pays                                    | Équipe                                  | Point(s)                                |
| 1er                                     | Alessandro De Marchi                    | Italie                                  | Cannondale                              | 2                                       |
| 2e                                      | Tony Martin                             | Allemagne                               | Omega Pharma-Quick Step                 | 1                                       |
| modifier                                |                                         |                                         |                                         |                                         |

| Côte des Cinq Châteaux (km 70,0) 3e catégorie | Côte des Cinq Châteaux (km 70,0) 3e catégorie | Côte des Cinq Châteaux (km 70,0) 3e catégorie | Côte des Cinq Châteaux (km 70,0) 3e catégorie | Côte des Cinq Châteaux (km 70,0) 3e catégorie |
| --------------------------------------------- | --------------------------------------------- | --------------------------------------------- | --------------------------------------------- | --------------------------------------------- |
|                                               | Coureur                                       | Pays                                          | Équipe                                        | Point(s)                                      |
| 1er                                           | Alessandro De Marchi                          | Italie                                        | Cannondale                                    | 2                                             |
| 2e                                            | Tony Martin                                   | Allemagne                                     | Omega Pharma-Quick Step                       | 1                                             |
| modifier                                      |                                               |                                               |                                               |                                               |

| Côte de Gueberschwihr (km 86,0) 2e catégorie | Côte de Gueberschwihr (km 86,0) 2e catégorie | Côte de Gueberschwihr (km 86,0) 2e catégorie | Côte de Gueberschwihr (km 86,0) 2e catégorie | Côte de Gueberschwihr (km 86,0) 2e catégorie |
| -------------------------------------------- | -------------------------------------------- | -------------------------------------------- | -------------------------------------------- | -------------------------------------------- |
|                                              | Coureur                                      | Pays                                         | Équipe                                       | Point(s)                                     |
| 1er                                          | Alessandro De Marchi                         | Italie                                       | Cannondale                                   | 5                                            |
| 2e                                           | Tony Martin                                  | Allemagne                                    | Omega Pharma-Quick Step                      | 3                                            |
| 3e                                           | Joaquim Rodríguez                            | Espagne                                      | Katusha                                      | 2                                            |
| 4e                                           | Nicolas Edet                                 | France                                       | Cofidis                                      | 1                                            |
| modifier                                     |                                              |                                              |                                              |                                              |

| Le Markstein (km 120,0) 1re catégorie | Le Markstein (km 120,0) 1re catégorie | Le Markstein (km 120,0) 1re catégorie | Le Markstein (km 120,0) 1re catégorie | Le Markstein (km 120,0) 1re catégorie |
| ------------------------------------- | ------------------------------------- | ------------------------------------- | ------------------------------------- | ------------------------------------- |
|                                       | Coureur                               | Pays                                  | Équipe                                | Point(s)                              |
| 1er                                   | Tony Martin                           | Allemagne                             | Omega Pharma-Quick Step               | 10                                    |
| 2e                                    | Alessandro De Marchi                  | Italie                                | Cannondale                            | 8                                     |
| 3e                                    | Joaquim Rodríguez                     | Espagne                               | Katusha                               | 6                                     |
| 4e                                    | Nicolas Edet                          | France                                | Cofidis                               | 4                                     |
| 5e                                    | Brice Feillu                          | France                                | Bretagne-Séché Environnement          | 2                                     |
| 6e                                    | Tiago Machado                         | Portugal                              | NetApp-Endura                         | 1                                     |
| modifier                              |                                       |                                       |                                       |                                       |

| Grand Ballon (km 127,0) 3e catégorie | Grand Ballon (km 127,0) 3e catégorie | Grand Ballon (km 127,0) 3e catégorie | Grand Ballon (km 127,0) 3e catégorie | Grand Ballon (km 127,0) 3e catégorie |
| ------------------------------------ | ------------------------------------ | ------------------------------------ | ------------------------------------ | ------------------------------------ |
|                                      | Coureur                              | Pays                                 | Équipe                               | Point(s)                             |
| 1er                                  | Tony Martin                          | Allemagne                            | Omega Pharma-Quick Step              | 2                                    |
| 2e                                   | Joaquim Rodríguez                    | Espagne                              | Katusha                              | 1                                    |
| modifier                             |                                      |                                      |                                      |                                      |

## Classements à l'issue de l'étape

### Classement général
| Classement général | Classement général | Classement général | Classement général      | Classement général |
|                    | Coureur            | Pays               | Équipe                  | Temps              |
| ------------------ | ------------------ | ------------------ | ----------------------- | ------------------ |
| 1er                | Tony Gallopin      | France             | Lotto-Belisol           | en 38 h 4 min 38 s |
| 2e                 | Vincenzo Nibali    | Italie             | Astana                  | + 1 min 34 s       |
| 3e                 | Tiago Machado      | Portugal           | NetApp-Endura           | + 2 min 40 s       |
| 4e                 | Jakob Fuglsang     | Danemark           | Astana                  | + 3 min 18 s       |
| 5e                 | Richie Porte       | Australie          | Sky                     | + 3 min 32 s       |
| 6e                 | Michał Kwiatkowski | Pologne            | Omega Pharma-Quick Step | + 4 min 0 s        |
| 7e                 | Alejandro Valverde | Espagne            | Movistar                | + 4 min 1 s        |
| 8e                 | Pierre Rolland     | France             | Europcar                | + 4 min 7 s        |
| 9e                 | Alberto Contador   | Espagne            | Tinkoff-Saxo            | + 4 min 8 s        |
| 10e                | Romain Bardet      | France             | AG2R La Mondiale        | + 4 min 13 s       |
| modifier           |                    |                    |                         |                    |

### Classement par points
| Classement par points | Classement par points | Classement par points | Classement par points | Classement par points |
| --------------------- | --------------------- | --------------------- | --------------------- | --------------------- |
|                       | Coureur               | Pays                  | Équipe                | Point(s)              |
| 1er                   | Peter Sagan           | Slovaquie             | Cannondale            | 267 points            |
| 2e                    | Bryan Coquard         | France                | Europcar              | 156 pts               |
| 3e                    | Marcel Kittel         | Allemagne             | Giant-Shimano         | 146 pts               |
| modifier              |                       |                       |                       |                       |

### Classement du meilleur grimpeur
| Classement du meilleur grimpeur | Classement du meilleur grimpeur | Classement du meilleur grimpeur | Classement du meilleur grimpeur | Classement du meilleur grimpeur |
| ------------------------------- | ------------------------------- | ------------------------------- | ------------------------------- | ------------------------------- |
|                                 | Coureur                         | Pays                            | Équipe                          | Point(s)                        |
| 1er                             | Tony Martin                     | Allemagne                       | Omega Pharma-Quick Step         | 18 points                       |
| 2e                              | Blel Kadri                      | France                          | AG2R La Mondiale                | 17 pts                          |
| 3e                              | Alessandro De Marchi            | Italie                          | Cannondale                      | 17 pts                          |
| modifier                        |                                 |                                 |                                 |                                 |

### Classement du meilleur jeune
| Classement général du meilleur jeune | Classement général du meilleur jeune | Classement général du meilleur jeune | Classement général du meilleur jeune | Classement général du meilleur jeune |
|                                      | Coureur                              | Pays                                 | Équipe                               | Temps                                |
| ------------------------------------ | ------------------------------------ | ------------------------------------ | ------------------------------------ | ------------------------------------ |
| 1er                                  | Michał Kwiatkowski                   | Pologne                              | Omega Pharma-Quick Step              | en 38 h 8 min 38 s                   |
| 2e                                   | Romain Bardet                        | France                               | AG2R La Mondiale                     | + 13 s                               |
| 3e                                   | Thibaut Pinot                        | France                               | FDJ.fr                               | + 1 min 6 s                          |
| modifier                             |                                      |                                      |                                      |                                      |

### Classement par équipes
| Classement par équipes | Classement par équipes | Classement par équipes | Classement par équipes |
|                        | Équipe                 | Pays                   | Temps                  |
| ---------------------- | ---------------------- | ---------------------- | ---------------------- |
| 1re                    | Astana                 | Kazakhstan             | en 114 h 22 min 53 s   |
| 2e                     | Belkin                 | Pays-Bas               | + 22 s                 |
| 3e                     | AG2R La Mondiale       | France                 | + 53 s                 |
| modifier               |                        |                        |                        |

## Abandon
- Egoitz García (Cofidis) : abandon